# Anna Dekking-van Haeften

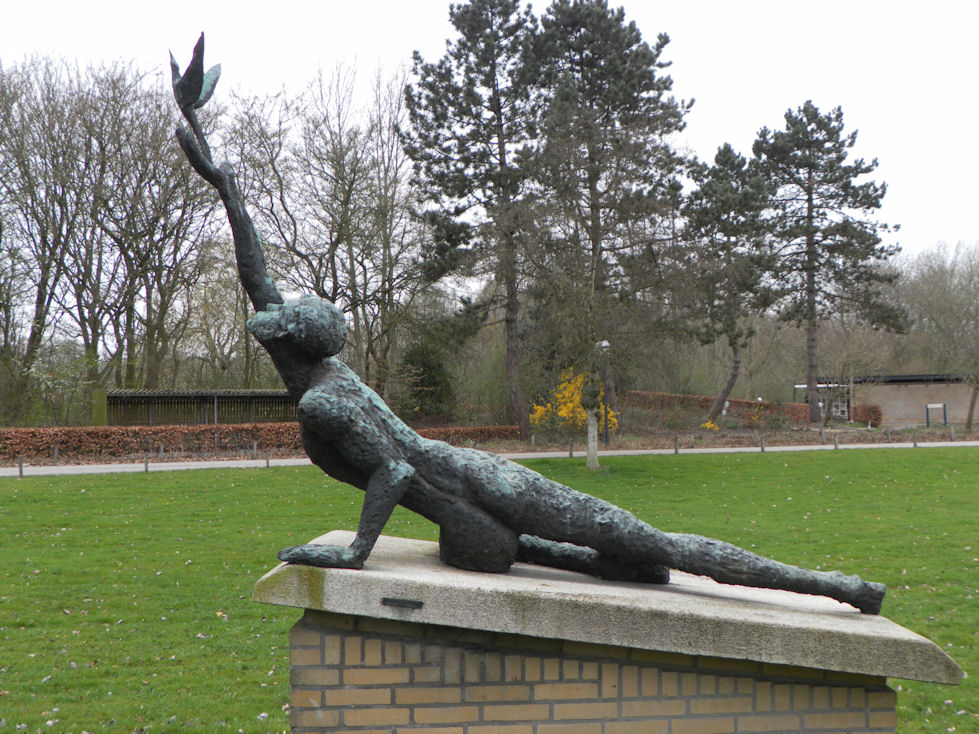
Leven en dood (1962), Groningen

Anna Augusta Dekking-van Haeften (Batavia, 17 februari 1903 – Groningen, 29 december 1985) was een Nederlands beeldhouwer en tekenaar.

## Leven en werk
Anna van Haeften werd geboren in Nederlands-Indië, als een dochter van geneesheer-kolonel Frederik Willem van Haeften en Charlotte Francis. Ze verhuisde met haar ouders naar Nederland en studeerde van 1921 tot 1924 aan de Koninklijke Academie van Beeldende Kunsten in Den Haag. Van Haeften was aanvankelijk vooral portrettekenaar, later maakte ze de overstap naar beeldhouwkunst. Zij volgde daarvoor van 1952 tot 1953 boetseerlessen bij de Franse beeldhouwer Karl-Jean Longuet in Parijs en vervolgens studeerde zij bij de beeldhouwers Johan van Zweden en Gijs Jacobs van den Hof in Arnhem. Anna van Haeften trouwde in 1927 in Wassenaar met oogarts Henri Marinus Dekking (1902-1966), die in 1947 hoogleraar werd aan de Rijksuniversiteit Groningen. 
Dekking-van Haeften werd in 1951 lid van de Groningse kunstenaarsvereniging De Ploeg, zij stelde haar werk jaarlijks tentoon bij Pictura. Verder nam ze onder andere deel aan de expositie Jeune sculpture in het Parijse Musée Rodin (1957), de Salon des artistes français in het Grand Palais in Parijs (1968) en de tentoonstelling Een halve eeuw De Ploeg in het Groninger Museum (1969). Ze gaf les aan de vrouwelijke studenten van Magna Pete in Groningen.
Anna Dekking-van Haeften overleed op 82-jarige leeftijd.

## Enkele werken
- 1956: Oorlogsmonument, Delfzijl, bij de voormalige Zeevaartschool Abel Tasman aan het Abel Tasmanplein.[2]
- 1958 zonder titel (vier draadfiguren), Jacob van Ruysdaelstraat, Groningen
- 1962: Leven en dood ("De zielevogel krijgt de vrijheid") bij het crematorium van Groningen
- 1963: Nog bij moeder of Ot en Sien, Groningen
- 1963: bronzen portret van Saal van Zwanenberg, bij Organon in Oss
- 1964: bronzen fontein, bij het Natuurkundig Laboratorium in Groningen

## Galerij

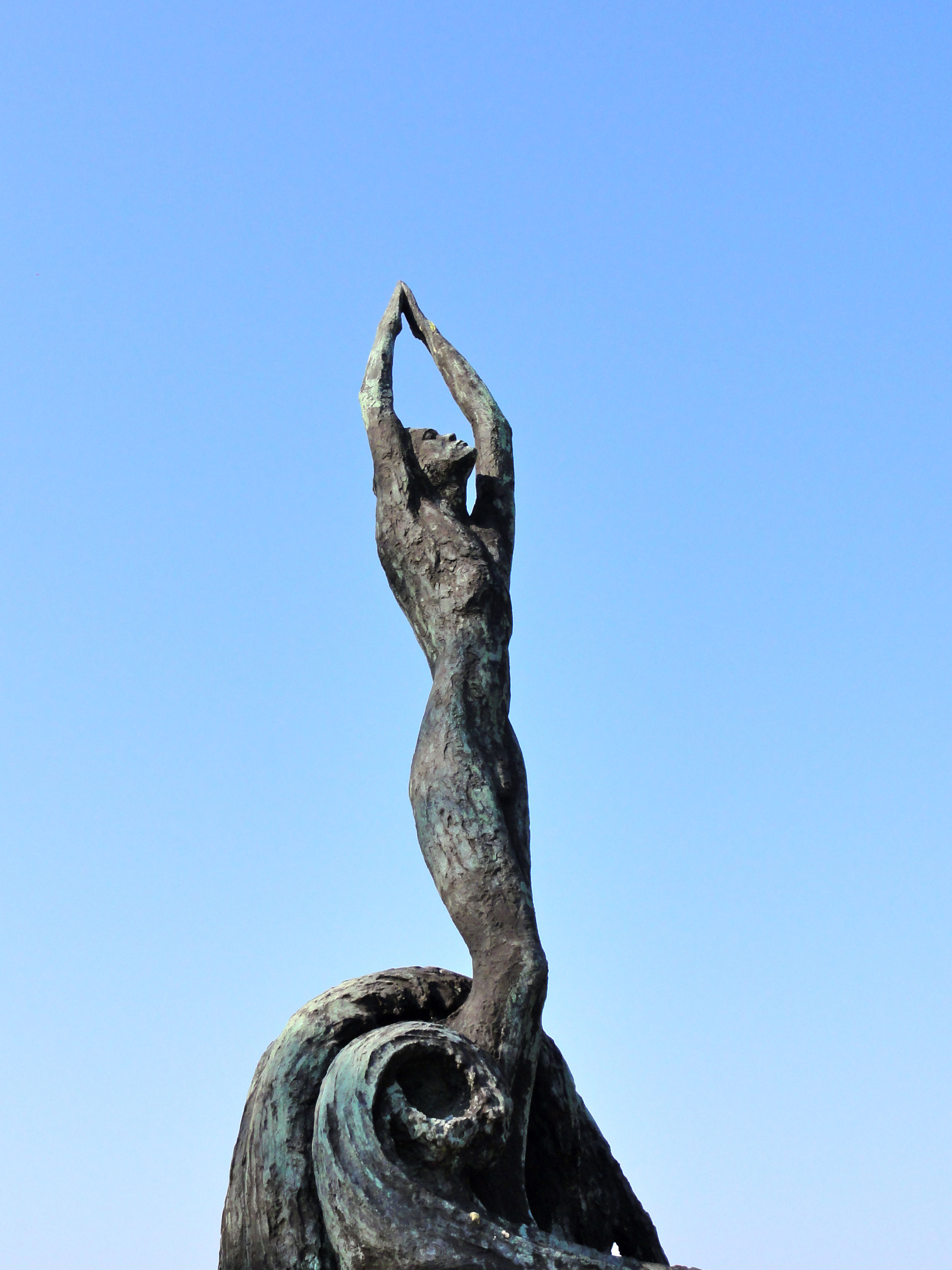
Oorlogsmonument (1956), Delfzijl
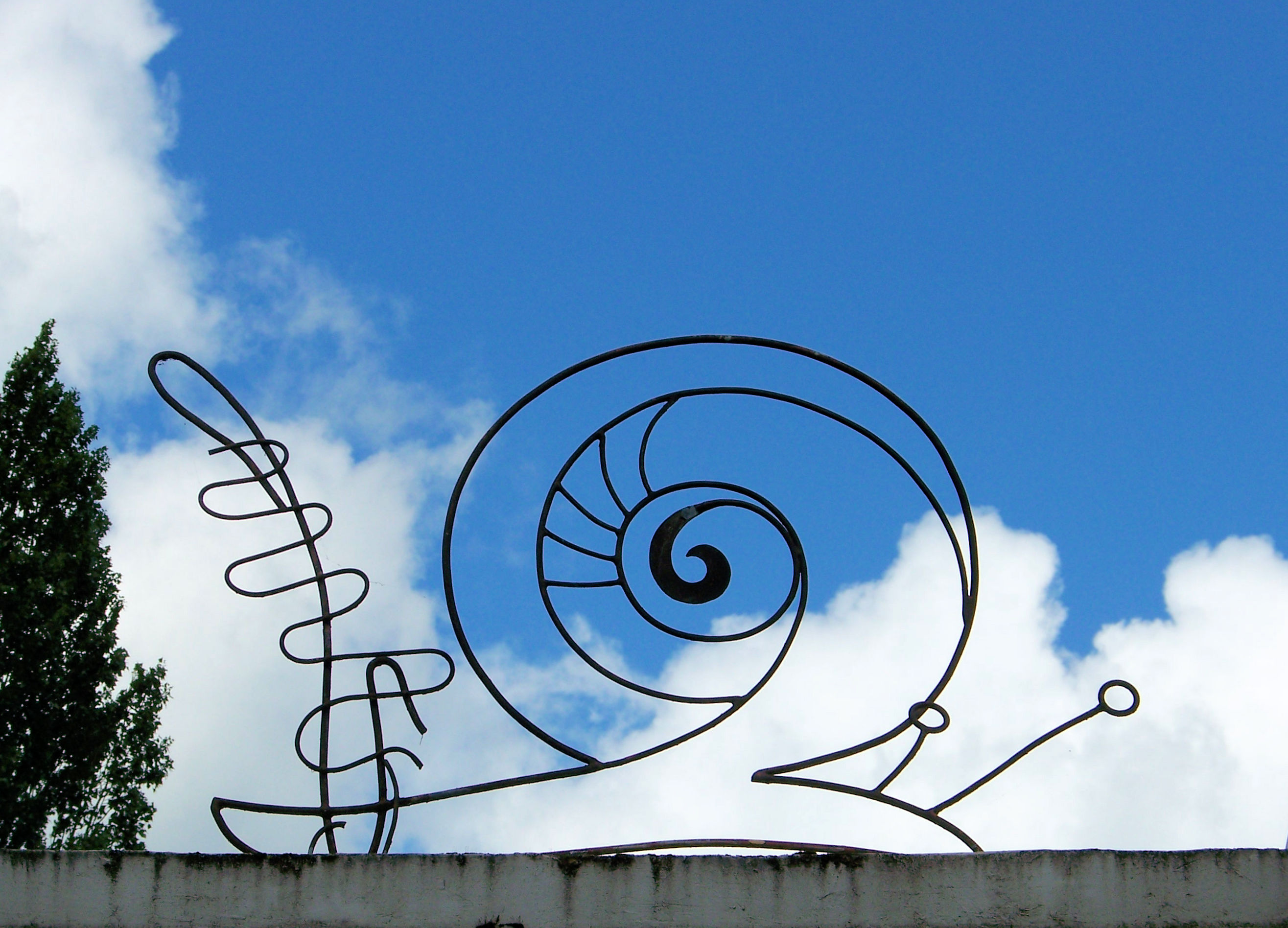
Draadfiguur (1958), Groningen
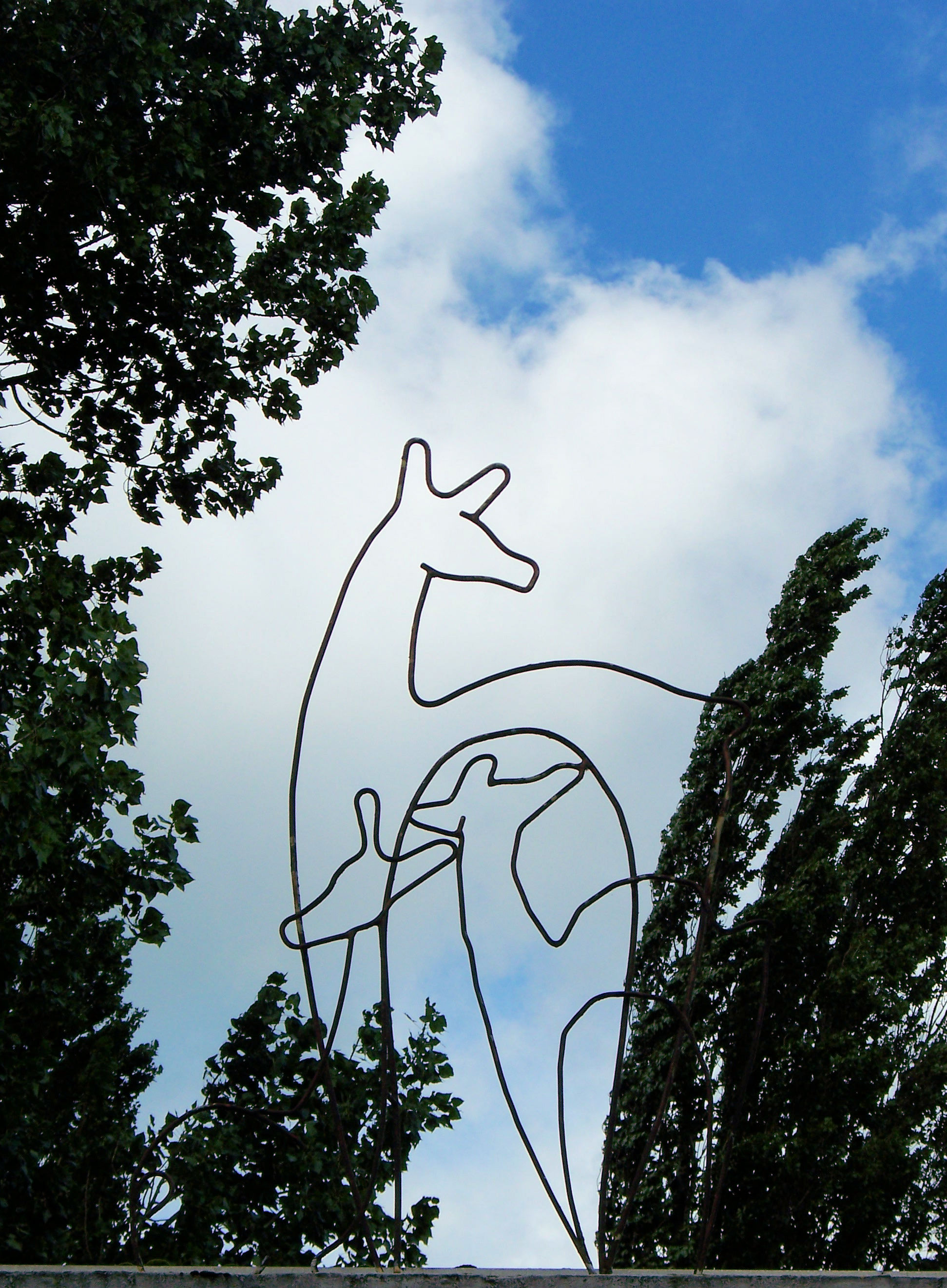
Draadfiguur (1958), Groningen
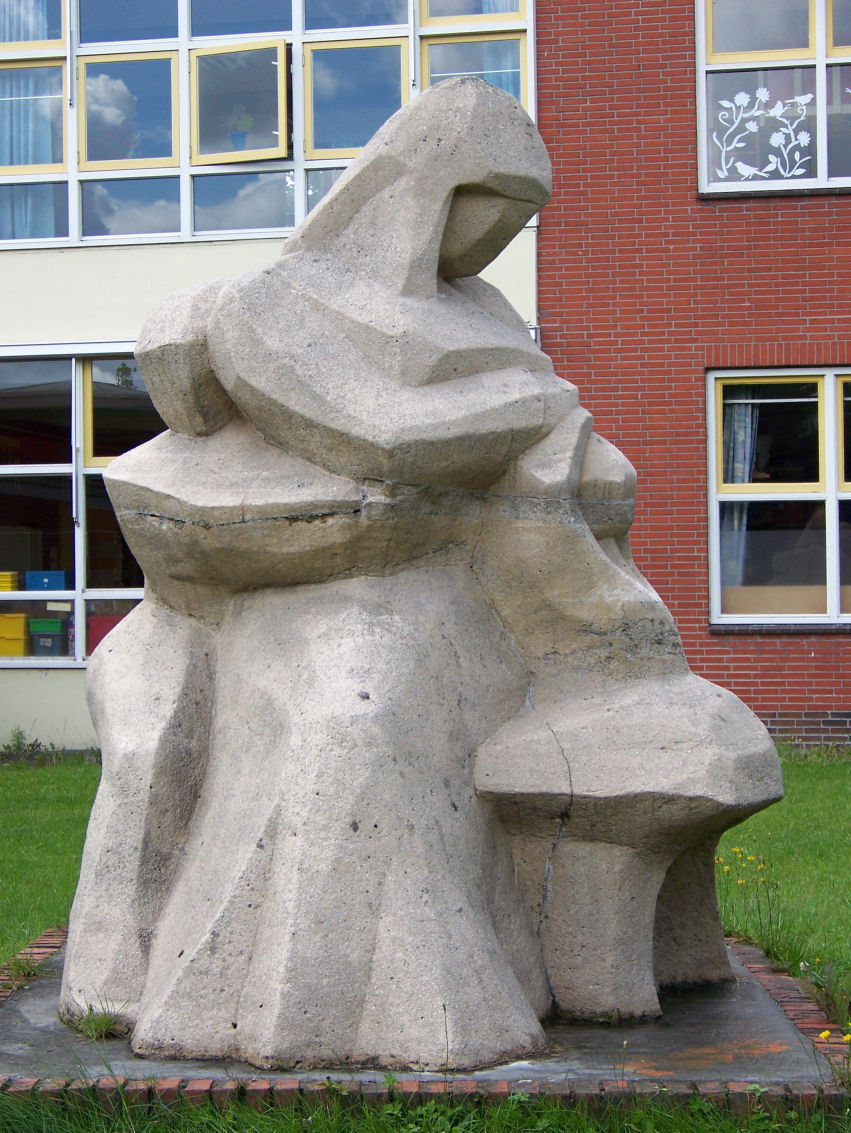
Nog bij moeder of Ot en Sien (1963), Groningen